# Xã Rock Creek, Quận Bartholomew, Indiana
Xã Rock Creek (tiếng Anh: Rock Creek Township) là một xã thuộc quận Bartholomew, tiểu bang Indiana, Hoa Kỳ. Năm 2010, dân số của xã này là 1.424 người.